# Unione Sportiva Grosseto Football Club 2004-2005
Questa pagina raccoglie le informazioni riguardanti l'Unione Sportiva Grosseto Football Club nelle competizioni ufficiali della stagione 2004-2005.

## Rosa
| N. |                   | Ruolo | Calciatore                  |
| -- | ----------------- | ----- | --------------------------- |
|    | Italia (bandiera) | C     | Paolo Agostini              |
|    | Italia (bandiera) | D     | Angelo Antonazzo            |
|    | Italia (bandiera) | C     | Stefano Bellè               |
|    | Italia (bandiera) | D     | Tommy Beltrame              |
|    | Italia (bandiera) | A     | Cristian Bertani            |
|    | Italia (bandiera) | D     | David Bianchini             |
|    | Italia (bandiera) | D     | Samuele Bogi                |
|    | Italia (bandiera) | C     | Filippo Breschi             |
|    | Italia (bandiera) | A     | Andrea Cecchini             |
|    | Italia (bandiera) | A     | Giovanni Cipolla            |
|    | Italia (bandiera) | C     | Massimo Dalle Nogare        |
|    | Italia (bandiera) | D     | Giovanni Giuseppe Di Meglio |
|    | Italia (bandiera) | A     | Simone Di Rita              |
|    | Italia (bandiera) | C     | Massimo Epifani             |

| N. |                   | Ruolo | Calciatore               |
| -- | ----------------- | ----- | ------------------------ |
|    | Italia (bandiera) | A     | Giuseppe Giglio          |
|    | Cile (bandiera)   | A     | Julio Gutiérrez          |
|    | Italia (bandiera) | D     | Enrico Gutili            |
|    | Italia (bandiera) | C     | Tiziano Maggiolini       |
|    | Italia (bandiera) | D     | Sebastiamo Massimo Miano |
|    | Italia (bandiera) | C     | Francesco Mocarelli      |
|    | Italia (bandiera) | A     | Alessandro Pellicori     |
|    | Serbia (bandiera) | C     | Marko Perović            |
|    | Italia (bandiera) | C     | Massimo Perra            |
|    | Italia (bandiera) | P     | Francesco Rossi          |
|    | Italia (bandiera) | A     | Riccardo Sardelli        |
|    | Italia (bandiera) | D     | Roberto Taurino          |
|    | Italia (bandiera) | D     | Fabio Tinazzi            |
|    | Italia (bandiera) | C     | Alessandro Turchetta     |

## Risultati

### Campionato

#### Girone di andata
| 12 settembre 2004 1ª giornata | Prato | 0 – 2 | Grosseto |  |

| 19 settembre 2004 2ª giornata | Grosseto | 0 – 0 | Sangiovannese |  |

| 26 settembre 2004 3ª giornata | Pistoiese | 1 – 0 | Grosseto |  |

| 3 ottobre 2004 4ª giornata | Grosseto | 0 – 1 | Pisa |  |

| 10 ottobre 2004 5ª giornata | Vittoria | 0 – 3 | Grosseto |  |

| 17 ottobre 2004 6ª giornata | Pro Patria | 0 – 1 | Grosseto |  |

| 24 ottobre 2004 7ª giornata | Grosseto | 2 – 1 | Spezia |  |

| 31 ottobre 2004 8ª giornata | Mantova | 0 – 0 | Grosseto |  |

| 7 novembre 2004 9ª giornata |  | – Turno di riposo |  |  |

| 14 novembre 2004 10ª giornata | Grosseto | 0 – 1 | Lumezzane |  |

| 21 novembre 2004 11ª giornata | Pavia | 1 – 1 | Grosseto |  |

| 28 novembre 2004 12ª giornata | Grosseto | 4 – 2 | Como |  |

| 5 dicembre 2004 13ª giornata | Acireale | 0 – 2 | Grosseto |  |

| 8 dicembre 2004 14ª giornata | Grosseto | 0 – 0 | Fidelis Andria |  |

| 12 dicembre 2004 15ª giornata | Lucchese | 0 – 1 | Grosseto |  |

| 19 dicembre 2004 16ª giornata | Grosseto | 1 – 0 | Novara |  |

| 6 gennaio 2005 17ª giornata | Cremonese | 0 – 1 | Grosseto |  |

| 9 gennaio 2005 18ª giornata | Grosseto | 1 – 0 | Frosinone |  |

| 16 gennaio 2005 19ª giornata | Torres | 0 – 0 | Grosseto |  |

#### Girone di ritorno
| 23 gennaio 2005 20ª giornata | Grosseto | 2 – 0 | Prato |  |

| 30 gennaio 2005 21ª giornata | Sangiovannese | 0 – 0 | Grosseto |  |

| 6 febbraio 2005 22ª giornata | Grosseto | 1 – 0 | Pistoiese |  |

| 13 febbraio 2005 23ª giornata | Pisa | 1 – 0 | Grosseto |  |

| 16 febbraio 2005 24ª giornata | Grosseto | 1 – 0 | Vittoria |  |

| 20 febbraio 2005 25ª giornata | Grosseto | 1 – 1 | Pro Patria |  |

| 27 febbraio 2005 26ª giornata | Spezia | 0 – 2 | Grosseto |  |

| 6 marzo 2005 27ª giornata | Grosseto | 2 – 2 | Mantova |  |

| 13 marzo 2005 28ª giornata |  | – Turno di riposo |  |  |

| 20 marzo 2005 29ª giornata | Lumezzane | 0 – 0 | Grosseto |  |

| 26 marzo 2005 30ª giornata | Grosseto | 0 – 0 | Pavia |  |

| 20 aprile 2005 31ª giornata | Como | 0 – 1 | Grosseto |  |

| 6 aprile 2005 32ª giornata | Grosseto | 1 – 2 | Acireale |  |

| 10 aprile 2005 33ª giornata | Fidelis Andria | 0 – 0 | Grosseto |  |

| 17 aprile 2005 34ª giornata | Grosseto | 0 – 0 | Lucchese |  |

| 24 aprile 2005 35ª giornata | Novara | 1 – 0 | Grosseto |  |

| 1º maggio 2005 36ª giornata | Grosseto | 2 – 2 | Cremonese |  |

| 8 maggio 2005 37ª giornata | Frosinone | 0 – 1 | Grosseto |  |

| 15 maggio 2005 38ª giornata | Grosseto | 2 – 1 | Torres |  |